# Longyearbyens solfest

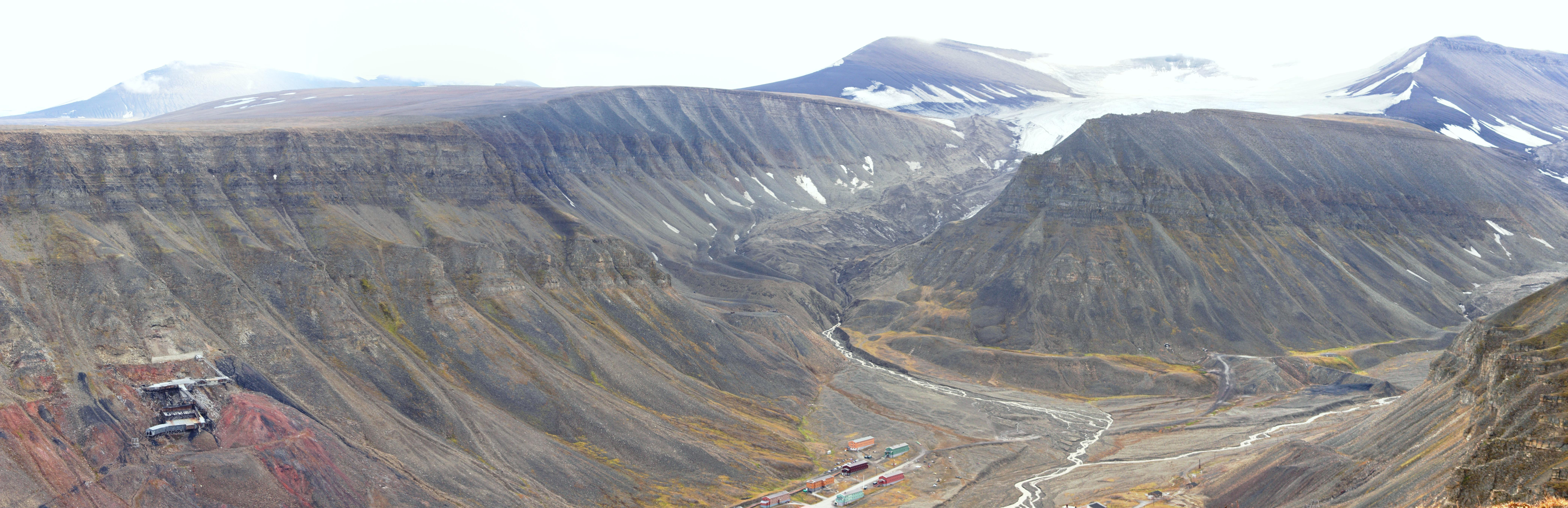
Bild över Longyeardalen söderut från Longyearbyen med Larsbreen.
Sarkofagen och Lars Hiertafjellet. Till vänster i bilden syns Gruve 2b och i nederkanten Nybyen

Longyearbyens solfest är ett årligt evenemang i Longyearbyen i Svalbard.
Solens återkomst firas i Longyearbyen traditionellt när de första solstrålarna (vid klart väder) kommer över berget och når fram till yttertrappan till det äldsta sjukhuset i Skjæringa i tidigare Gamle Longyearbyen. Solens återkomst firas omkring klockan 12:30 den 8 mars, även om solen första gången visar sig redan den 7 mars de år som är omedelbart efter ett skottår.
Patienter och sjukhuspersonal brukade hälsa solens återkomst på den söderliggande trappan. Sjukhuset, som låg strax söder om Svalbards kyrka, revs 1978, men 1993 byggdes en friliggande trappa på den tidigare trappans plats. Från Gamla Longyearbyen skyms solen vid denna tid på året av berget Sarkofagen som finns på östsidan av Longyearälvens dalgång, men solen kryper fram den 8 mars fram mellan Sarkofagen och Lars Hiertaberget (Lars Hiertafjellet).
Solfesten firas oftast utan sol. Perioden från 1993 till 2013 lyste till exempel solen fram på soldagen endast 1995, 2005 och 2013.
Numera firas solens återkomst årligen med en veckolång fest i staden.